# Antena 2
Antena 2 é uma emissora de radiodifusão do Grupo RTP – Rádio e Televisão de Portugal. A sua programação é baseada em música clássica e programas culturais. Também emite jazz e world music.
Em novembro de 2011, lançou uma rádio online dedicada exclusivamente à ópera, a Antena 2 Ópera. No início de 2017, começaram as emissões de outra rádio online, esta dedicada ao jazz, a Antena 2 Jazzin'.
A Antena 2 é uma das estações de rádio que faz parte da cadeia da emissora oficial do Estado Português chamada RDP (Radiodifusão Portuguesa); as outras são a Antena 1, a Antena 3, a RDP Internacional e a RDP África, além de várias outras rádios online temáticas.
A Antena 2 é uma emissora de carácter cultural que difunde, essencialmente, música erudita. Emite em frequência modulada, cobrindo o continente e as ilhas da Madeira e Açores. Também começou a emitir em DAB, a partir de 2000, embora não em todo o país; este último não produziu os resultados esperados, apesar da qualidade do som, tendo as emissões em DAB sido suspensas em junho de 2011.

## Frequências

### FM

#### Continente
| Distrito         | Emissor                              | MHz                  | Potência Aparente Radiada (kW) |
| Aveiro           | Lousã Arestal                        | 89.3 95.2            | 100 0,5                        |
| Beja             | Mendro Mértola                       | 91.1 92.2            | 20 0,4                         |
| Braga            | Braga Muro Rendufe                   | 88.0 94.6 92.2       | 5 10 0,5                       |
| Bragança         | Bragança Bornes Miranda do Douro     | 98.2 91.1 95.7       | 10 10 0,05                     |
| Castelo Branco   | Gardunha Castelo Branco              | 93.9 94.9            | 10 0,5                         |
| Coimbra          | Coimbra Lousã                        | 88.3 89.3            | 1 100                          |
| Évora            | Elvas Mendro Serra de Ossa           | 93.2 91.1 95.0       | 8 20 0,5                       |
| Faro             | Faro Monchique Alcoutim              | 93.4 91.5            | 10 25 0,3                      |
| Guarda           | Guarda Marofa Manteigas              | 88.4 93.4 91.6       | 10 20 0,5                      |
| Leiria           | Leiria (Maunça) Lousã Montejunto     | 104.2 89.3 88.7      | 2 100 40                       |
| Lisboa           | Monsanto Banática Montejunto Janas   | 94.4 88.9 88.7 96.0  | 100 0,3 40 0,2                 |
| Portalegre       | Portalegre Elvas Montargil           | 92.9 93.2 99.6       | 10 8 3                         |
| Porto            | Monte da Virgem Muro Marão           | 92.5 94.6 99.8       | 100 10                         |
| Santarém         | Montejunto                           | 88.7                 | 40                             |
| Setúbal          | Monsanto Tróia Grândola              | 94.4 99.7 90.6       | 100 0,1 10                     |
| Viana do Castelo | Muro Moledo Valença Paredes de Coura | 94.6 88.0 89.6 88.0  | 10 0,5 10 0,1                  |
| Vila Real        | Marão Minhéu S. Domingos             | 99.8 88.0 89.3       | 10 10 0,2                      |
| Viseu            | Lousã Gravia Viseu S. Domingos       | 89.3 106.8 97.5 89.3 | 100 0,1 0,5 0,2                |

#### Açores
| Ilha        | Emissor | MHz                                                    | Potência Aparente Radiada (kW) |
| Corvo       | Monte das Cruzes Morro Alto                                                                                              | 97.4 91.9                                              | 1 1                            |
| Faial       | Cabeço Gordo Espalamaca Cabeço Verde Macela                                                                              | 105.8 101.4 92.9 93.2                                  | 10 0,5 1                       |
| Flores      | Fajãzinha Lajes das Flores Monte das Cruzes Morro Alto                                                                   | 103.7 97.0 97.4 91.9                                   | 1 0,5 1                        |
| Graciosa    | Sta. Bárbara Cabeço Gordo                                                                                                | 98.9 105.8                                             | 100 10                         |
| Pico        | Arrife Lajes do Pico Pico do Geraldo Sta. Bárbara Cabeço Gordo Macela                                                    | 97.5 93.5 107.5 98.9 105.8 93.2                        | 0,3 1 100 10 1                 |
| S. Jorge    | Macela Sta. Bárbara Cabeço Gordo                                                                                         | 93.2 98.9 105.8                                        | 1 100 10                       |
| S. Miguel   | Furnas Mosteiros Nordeste Nordestinho Pico Bartolomeu Pico da Barrosa Ponta Delgada Povoação Sta. Bárbara Cascalho Negro | 101.3 105,2 95.8 91.8 89.9 101.7 100.8 97.2 98.9 103.3 | 1 0,1 1 0,5 50 5 0,5 100 1     |
| Santa Maria | Pico da Barrosa | 101.7                                                  | 50                             |
| Terceira    | Sta. Bárbara Pico da Barrosa Serra do Cume                                                                               | 98.9 101.7 89.2                                        | 100 50 1                       |

#### Madeira
| Ilha        | Emissor                                                                                         | MHz                                         | Potência Aparente Radiada (kW) |
| Madeira     | Achadas da Cruz Cabo Girão Caniço Gaula Funchal (Monte) Pico do Areeiro Porto Santo Santa Clara | 91.0 99.4 99.0 106.3 102.4 88.4 103.3 102.4 | 1 3 0,5 3 1 44 10 1            |
| Porto Santo | Porto Santo                                                                                     | 103.3                                       | 10                             |

## Prémios
A reportagem "A fome, todos os dias", de Isabel Meira, difundida na Antena 2 a 27 de setembro de 2022, recebeu em 2023 uma menção honrosa na 18.ª edição dos Prémios de Jornalismo Direitos Humanos & Integração. A peça retrata a vida de pessoas em situação de sem abrigo em São Paulo e o trabalho de quem luta contra a fome em São Paulo.
Em 2019, o locutor Luís Caetano recebeu o Prémio de Jornalismo Cultural da Sociedade Portuguesa de Autores, em «reconhecimento da qualidade e pluralidade do seu trabalho» na Antena 2.